# Heksafluoroglinian sodu
Heksafluoroglinian trisodu (fluoroglinian sodu), Na3[AlF6] – nieorganiczny związek kompleksowy, podstawowy składnik minerału kriolitu.

## Budowa cząsteczki
Atomem centralnym  w tej cząsteczce jest glin, połączony kowalencyjnie z sześcioma atomami fluoru tworząc anion heksafluoroglinowy [AlF6]3−, połączony jonowo z trzema kationami sodowymi.
Heksafluoroglinian trisodu dysocjuje na kationy sodowe oraz jony kompleksowe:
Na3[AlF6] → 3 Na+ + [AlF6]3−

## Otrzymywanie
Heksafluoroglinian sodu można uzyskać w reakcji fluorku sodu z  fluorkiem glinu:
3 NaF + AlF3 → Na3[AlF6]

## Zastosowanie
Syntetyczny fluoroglinian sodu stosowany jest jako topnik obniżający temperaturę w procesie produkcji elektrolitycznej aluminium.